# Conflitto nella Repubblica di Macedonia del 2001
Il conflitto nella Repubblica di Macedonia del 2001 fu un confronto armato svoltosi tra gennaio e novembre di quell'anno, considerato come l'ultima fase delle guerre jugoslave che insanguinarono il territorio della Jugoslavia dal 1991.
Il conflitto scoppiò quando l'Esercito di Liberazione Nazionale albanese attaccò le forze di sicurezza della Repubblica di Macedonia all'inizio del gennaio del 2001. Le perdite da ambo le parti rimasero comunque limitate a poche decine, secondo le fonti pervenute dai due fronti in combattimento.

## Antefatti
L'8 settembre 1991 nella Repubblica Socialista di Macedonia si tenne un referendum nel quale un'ampia maggioranza dei votanti (oltre il 95,5%) votò a favore dell'indipendenza dalla Jugoslavia. Il 20 novembre dello stesso anno entrò in vigore la Costituzione della nuova Repubblica di Macedonia (approvata il 17 novembre 1991).
La Repubblica venne costituita con un parlamento unicamerale, la Sobranie (o Assemblea) e un presidente eletto direttamente dal popolo, il primo presidente fu l'indipendente Kiro Gligorov mentre il primo governo della nuova Repubblica era guidato da Branko Crvenkovski, leader dell'Unione Socialdemocratica di Macedonia (SDSM) e vedeva la partecipazione all'interno della coalizione del partito albanese Partito per la Prosperità Democratica (PDP).
Contrariamente a quanto avvenne per altre ex repubbliche jugoslave, nella separazione della Repubblica di Macedonia non vi furono conflitti né spargimenti di sangue. Durante l'epoca jugoslava la popolazione slava si considerava "macedone" mentre i gruppi minoritari appartenenti ad altre etnie (principalmente albanesi) mantenevano una propria identità culturale e politica. Nonostante alcuni limitati episodi di tensione interetnica nella prima decade di vita della nuova Repubblica non vi furono conflitti.
Fino al 1998 lo Stato venne guidato dagli ex comunisti del SDSM che evitarono che il paese fosse coinvolto in qualunque tipo di conflitto. L'Unione Socialdemocratica di Macedonia (SDSM) non andò però oltre le necessarie riforme della società e dell'economia, non affrontò il problema della criminalità locale serba ed albanese, costituita soprattutto da contrabbandieri su larga scala che agivano contro gli embarghi imposti alla Repubblica Federale di Jugoslavia. Negli anni '90 aumentò la pressione sul governo per l'eccessiva corruzione e questo perse la maggioranza alle elezioni parlamentari del 1998 in favore di una coalizione composta da partiti nazionalisti, il Partito Democratico per l'Unità Nazionale Macedone (VMRO-DPMNE), l'Alternativa Democratica (DA), ed il Partito Democratico Albanese (DPA) e guidata da Ljubčo Georgievski (VMRO-DPMNE).

### Tensioni etniche
La nuova coalizione al governo si trovò faccia a faccia con enormi problemi e perciò perse l'appoggio popolare, specialmente con l'uscita del DA, anche se rimpiazzato dal piccolo Partito Liberale; in particolare scandali e difficoltà travolsero il governo, giudicato corrotto dal popolo, e dal SDSM. Le relazioni tra la maggioranza etnica macedone e quella albanese, già tese in precedenza, andarono peggiorando sotto il peso di questa situazione politica. Gli albanesi in Macedonia chiedevano maggiori diritti culturali e d'educazione, così come una rappresentanza nel governo, forze armate e polizia speciale. Nel frattempo bande di contrabbandieri dei paesi confinanti operavano attivamente nel paese già dagli anni '90, con un giro d'affari sostenuto dagli embarghi delle Nazioni Unite contro la Jugoslavia, mentre il governo del SDSM non faceva niente contro la loro attività.

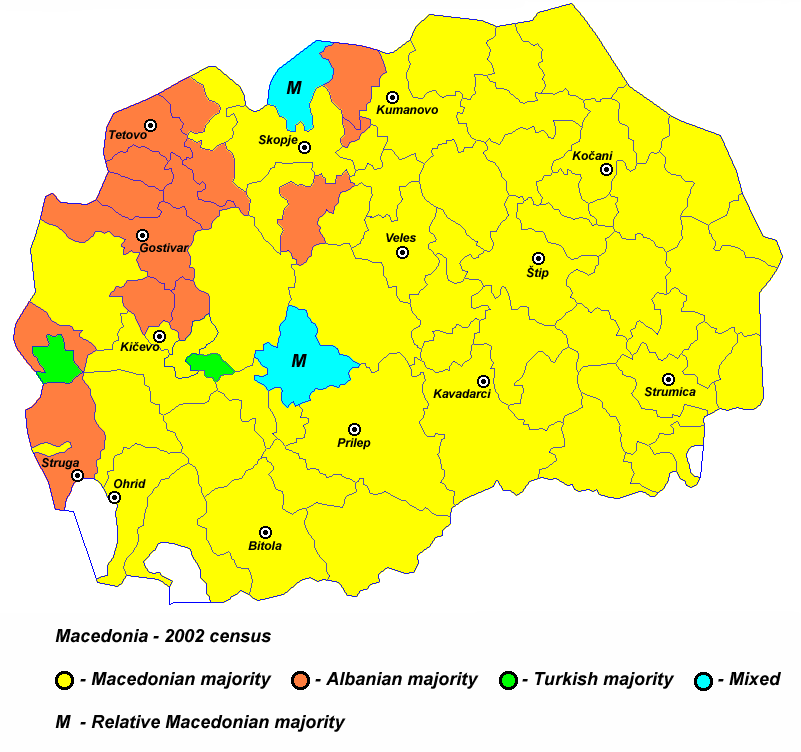
Mappa etnica della Repubblica di Macedonia: la maggior parte dei combattimenti erano concentrati nei territori a maggioranza albanese (arancio)

Le tensioni etniche vennero inasprite dalla guerra del Kosovo, che provocò l'afflusso di 250 000 albanesi kosovari in cerca di rifugio nella Repubblica, e gli episodi di violenza ed i brogli elettorali durante le elezioni presidenziali del 1999. L'Esercito di Liberazione del Kosovo (UÇK) fece ripetutamente incursione oltre il confine macedone e stabilì basi e centri da cui spediva i combattenti nell'area kosovara. In breve tempo alcune bande albanesi formarono dei corpi armati propri: dovunque i boss della criminalità organizzata sentivano minacciati i propri interessi era possibile trovare uomini armati al loro servizio, dotati di armi a basso prezzo, che erano largamente presenti nella Repubblica dopo la crisi in Albania nel 1997, e la stessa guerra del Kosovo.
Negli anni '90 gli alti ufficiali del governo erano spesso coinvolti nel traffico del contrabbando verso e dal Kosovo e l'Albania, dove veniva organizzato dagli albanesi. Il contrabbando di armi verso il Kosovo aumentò durante la crisi del 1998 e nel 1999, quando le basi di smercio si trovavano in villaggi sul confine settentrionale macedone. Era largamente diffuso il contrabbando di carburante, narcotici, tabacco, schiavi bianchi e anche cioccolata, e la classe politica macedone non faceva nulla per arrestarlo proprio dietro pagamento di tangenti, rimuovendo chi osasse protestare. Nel momento in cui i percorsi di contrabbando cambiarono e gli albanesi cominciarono a muoversi contro il governo macedone, le tensioni etniche arrivarono al culmine, e l'NLA cominciò ad attuare attacchi armati contro la polizia, l'esercito e le infrastrutture pubbliche come le ferrovie.

## Eventi

### Inizio dell'insurrezione albanese
Le prime azioni da parte degli albanesi in Macedonia avvennero nel tardo 2000 e nel primo 2001, soprattutto lungo il confine macedone con il Kosovo, ormai amministrato dalle Nazioni Unite. Gli insorti agivano in maniera simile a quella osservata in Kosovo dal 1997 al 1998, cioè prendevano possesso gradualmente di un villaggio dopo l'altro. Tali azioni erano inizialmente "pacifiche", dato che la popolazione non-albanese veniva "incoraggiata", senza violenza, a lasciare tali villaggi. Ma nel gennaio-febbraio del 2001 cominciarono le azioni di combattimento contro le autorità legittime.
Sulle prime il governo non fece niente contro questa situazione perché ricevette assicurazione che quel che stava succedendo non era diretto contro la Macedonia. Soddisfatti della risposta e delle tangenti, le autorità aspettarono quasi due mesi, cosicché la situazione si trovò ormai fuori da ogni controllo, e il governo fu preso di sorpresa.
Nel gennaio 2001 apparve sulla scena del combattimento un gruppo armato che si faceva chiamare l'Esercito di Liberazione Nazionale (NLA), rivendicando la responsabilità degli attacchi alle forze di polizia. I leader dell'NLA, tra cui Ali Ahmeti e suo zio, Fazli Veliu, provenivano tutti dalla Macedonia occidentale. Affermarono di essere “tra le centinaia e le migliaia” di combattenti alle armi. Ad ogni modo, non venivano supportati da nessuno dei due partiti etnici albanesi. Il governo macedone affermò che i ribelli facevano effettivamente parte dell'Esercito di Liberazione del Kosovo (KLA) che si erano infiltrati nel paese dal Kosovo stesso. Infatti i combattenti dell'NLA consideravano il Kosovo come un "porto franco" dove potevano rifugiarsi in caso di grandi azioni macedoni contro di loro.
In quel periodo, le forze albanesi controllavano piccole zone della Macedonia occidentale, il restante lo controllava il Governo Macedone.

### Rappresaglie macedoni
Le rappresaglie macedoni non riuscirono a completare del tutto le loro operazioni contro i ribelli albanesi, perché furono bloccati nel frattempo dalle forze della NATO che ordinarono ai macedoni di cessare il fuoco così da aprirsi via libera nel salvare i rimanenti guerriglieri albanesi che oramai erano circondati dalle forze speciali macedoni. La Macedonia reagì con le sue unità: "Tigri" (le Tigri), i protagonisti "Lavovi" (i Leoni) e "Volci" (i Lupi) questi ultimi oggi impegnati nelle operazioni della NATO in Iraq conosciuti come "The Wolves". Dopo molti attacchi alle forze di sicurezza macedoni, i macedoni presero le strade di alcune città, attaccando e dando fuoco a negozi di proprietà di albanesi, moschee e abitazioni. Questi attacchi ebbero luogo principalmente a Tetovo, Prilep, Skopje e Bitola.

## Dopo la guerra

### Il cessate il fuoco ed il disarmo
Dopo l'accordo di Ocrida i ribelli si trovarono d'accordo a cessare il fuoco a giugno, anche se ci furono altri accordi in agosto, prima di arrivare a quello finale nel gennaio 2002. Secondo l'accordo di Ocrida il governo macedone garantì che avrebbe migliorato i diritti dei cittadini di etnia albanese, cioè il 25,3 % della popolazione. Questi diritti inclusero il riconoscimento dell'albanese come lingua co-ufficiale, aumentando la partecipazione degli albanesi nelle istituzioni governative, nella polizia e nell'esercito. Inoltre il governo macedone accettò di attuare un nuovo modello di decentralizzazione.
La parte albanese accettò di lasciar perdere tutte le richieste separatiste e riconobbe pienamente tutte le istituzioni macedoni. Inoltre, secondo questi accordi l'NLA sarebbe stato disarmato e le armi consegnate alla forze NATO.

### Missione Essential Harvest
L'operazione "Essential Harvest", venne lanciata ufficialmente il 22 agosto e cominciò effettivamente il 27 agosto. Questa missione, della durata di 30 giorni, impiegava 3500 uomini, tra soldati NATO, compresi italiani, e truppe macedoni, per disarmare l'NLA e distruggerne le armi. Poche ore dopo che la NATO aveva concluso l'operazione, Ali Ahmeti annunciò ai giornalisti nella piazzaforte ribelle di Sipkovica che l'Esercito di Liberazione Nazione era stato ormai sciolto e che era tempo di una riconciliazione etnica.
Alcuni mesi dopo il conflitto, persistevano ancora alcune provocazioni armate. Piccoli bombardamenti ed omicidi continuavano ad accadere. La provocazione più seria avvenne quando tre ufficiali della polizia macedone vennero uccisi in un'imboscata da uomini armati albanesi il 12 novembre 2001.

### Perdite
Il conto delle perdite umane rimane poco chiaro. Il 19 marzo 2001, la BBC riportò che le forze di sicurezza macedoni affermavano che cinque dei loro soldati erano stati uccisi, mentre l'NLA affermava di averne uccisi undici. Non venne citato un conto definitivo delle perdite dell'NLA. Il 25 dicembre, 2001, l'Alternative Information Network  riferiva un conteggio di 63 morti dichiarati dalle forze di sicurezza macedoni per la propria parte e un numero che varia dai 3 ai 5 morti da parte dell'NLA. Circa 60 civili di etnia albanese sono ritenuti morti (alcuni affermano 1000), mentre è possibile che circa dieci cittadini di etnia macedone siano morti durante il conflitto. Al 25 dicembre 2005, la sorte di 20 civili "scomparsi", 13 di etnia macedone, 6 di etnia albanese e un cittadino bulgaro, rimane sconosciuta. Nell'agosto 2001, il numero dei profughi di guerra aveva raggiunto i 170 000, 74 000 dei quali erano profughi interni. Nel gennaio 2004 rimanevano 2 600 profughi.